# آلي ماكويست
أليستير «آلي» مردوتش ماكويست (بالإنجليزية: Ally McCoist)، من مواليد 24 سبتمبر 1962 في بيلشيل في اسكتلندا، لاعب كرة قدم اسكتلندي سابق، ومدرب كرة قدم حالي.
بدأ مسيرته الكروية مع نادي سانت جونستون في عام 1979، ولعب معهم حتى عام 1981، وقد شارك في تلك الفترة في 57 مباراة وسجل 22 هدف، وفي عام 1981 انتقل إلى نادي سندرلاند الإنجليزي، ولعب معهم حتى عام 1983، وشارك في تلك الفترة في 56 مباراة وسجل 8 أهداف، وفي عام 1983 انتقل إلى نادي رينجرز، ولعب معهم حتى عام 1998، وشارك معهم في 418 مباراة وسجل 251 مباراة، وفي عام 1998 انتقل إلى نادي كيلمارنوك، ولعب معهم حتى عام 2001، وشارك معهم في 59 مباراة وسجل 12 هدف.
و قد لعب مع منتخب اسكتلندا لكرة القدم بين عامي 1985 و1998، وشارك معهم في 61 مباراة وسجل 19 هدف.
و هو الآن مساعد مدرب نادي ريجنرز الإسكتلندي.

## مسيرته الكروية
لعب آلي ماكويست خلال مسيرته الاحترافية مع 4 أندية في ثلاثة وعشرون موسمًا وسجل خلالها 289 هدف ضمن 583 مباراة. حيث فاز في ثلاثة مواسم بالكأس وفي عشرة مواسم بالدوري.
خاض آلي ماكويست مسيرته مع نادي سانت جونستون في موسم 1978–79 واستمر معه طيلة ثلاثة مواسم، مشاركًا في 57 مباراة سجل خلالها 22 هدفًا. ثم انتقل إلى نادي سندرلاند في موسم 1981–82 ولمدة موسمين، حيث شارك في 56 مباراة سجل خلالها 8 أهداف. لينتقل بعدها إلى نادي رينجرز في موسم 1983–84 ليلعب معه خمسة عشر موسمًا، مشاركًا في 418 مباراة سجل خلالها 250 هدف. ثم انتقل إلى نادي كيلمارنوك في موسم 1998–99 واستمر معه طيلة ثلاثة مواسم، مشاركًا في 52 مباراة سجل خلالها 9 أهداف.

## روابط خارجية
- آلي ماكويست على موقع IMDb (الإنجليزية)
- آلي ماكويست على موقع ميوزك برينز (الإنجليزية)
- آلي ماكويست على موقع قاعدة بيانات الفيلم (الإنجليزية)
- آلي ماكويست على موقع الاتحاد الدولي (مؤرشف)  (الإنجليزية)
- آلي ماكويست على موقع الاتحاد الأوربي (الإنجليزية)
- آلي ماكويست على موقع الاتحاد الإسكتلندي (الإنجليزية)
- آلي ماكويست على موقع قاعدة بيانات كرة القدم.إي يو (الإنجليزية)
- آلي ماكويست على موقع ليكيب (الفرنسية)
- آلي ماكويست على موقع ناشيونال فوتبول تيمز (الإنجليزية)
- آلي ماكويست على موقع عالم كرة القدم.نت (الإنجليزية)
- آلي ماكويست على موقع كووورة
- آلي ماكويست قاعة قاعة إسكتلندا للمشاهير الرياضية (الإنجليزية)